# Bezirk Pristina
| Rajoni i Prishtinës (albanisch) Prištinski okrug/Приштински округ (serbisch) | Rajoni i Prishtinës (albanisch) Prištinski okrug/Приштински округ (serbisch) |
| Lage des Bezirks im Kosovo (anklickbare Karte)                               | Lage des Bezirks im Kosovo (anklickbare Karte)                               |
| ---------------------------------------------------------------------------- | ---------------------------------------------------------------------------- |
| Staat                                                                        | Kosovo                                                                       |
| Fläche                                                                       | 2.266 km²                                                                    |
| Einwohner                                                                    | 490.272                                                                      |
| Bevölkerungsdichte                                                           | 216.4 km²                                                                    |
| Bezirkshauptstadt                                                            | Pristina                                                                     |
| Gemeinden                                                                    | 7                                                                            |
| Dörfer                                                                       | 298                                                                          |
| Kfz-Kennzeichen                                                              | 01                                                                           |

Der Bezirk Pristina (albanisch Rajoni i Prishtinës, serbisch Приштински округ Prištinski okrug) ist einer der sieben kosovarischen Bezirke und liegt im Nordosten des Kosovo.
Am 17. Februar 2008 hat das Parlament des Kosovo die Unabhängigkeit von Serbien erklärt. Seitdem ist der Status international umstritten.
Für den Bezirk Pristina gilt die 01 als kosovarisches Kennzeichen. Der Sitz des Bezirks ist Pristina.

## Gemeinden
Der Bezirk Pristina beinhaltet sieben Gemeinden und 298 Dörfer.
| Gemeinde        | Amtssitz     | Bevölkerung (2021) | Fläche (km²) | Bevölkerungsdichte (km²) | Dörfer |
| --------------- | ------------ | ------------------ | ------------ | ------------------------ | ------ |
| Pristina        | Pristina     | 218.781            | 572          | 382.5                    | 41     |
| Podujeva        | Podujeva     | 82.022             | 663          | 123.7                    | 76     |
| Drenas          | Drenas       | 61.145             | 290          | 210.8                    | 37     |
| Lipjan          | Lipjan       | 57.928             | 422          | 137.3                    | 70     |
| Fushë Kosova    | Fushë Kosova | 39.948             | 83           | 481.3                    | 15     |
| Obiliq          | Obiliq       | 18.218             | 105          | 173.5                    | 19     |
| Gračanica       | Gračanica    | 12.230             | 131          | 93.4                     | 16     |
| Bezirk Pristina |              | 490.272            | 2.266        | 216.4                    | 298    |

### Ethnische Gruppen
Die Tabelle gibt die Anzahl der ethnischen Bewohner aus dem Jahr 2011 an.

## Postleitzahlen
| Pristina | Pristina     | Pristina      | 10000 |
| Pristina | Pristina     | Pristina      | 10010 |
| Pristina | Pristina     | Zentrum       | 10020 |
| Pristina | Pristina     | Pristina      | 10030 |
| Pristina | Pristina     | Pristina      | 10040 |
| Pristina | Pristina     | Pristina      | 10050 |
| Pristina | Pristina     | Pristina      | 10060 |
| Pristina | Pristina     | Pristina      | 10070 |
| Pristina | Pristina     | Pristina      | 10080 |
| Pristina | Pristina     | Pristina      | 10090 |
| Pristina | Pristina     | Pristina      | 10100 |
| Pristina | Pristina     | Pristina      | 10110 |
| Pristina | Pristina     | Pristina      | 10120 |
| Pristina | Pristina     | Pristina      | 10130 |
| Pristina | Pristina     | Gračanica     | 10500 |
| Pristina | Pristina     | Hajvalia      | 10510 |
| Pristina | Pristina     | Devet Jugovic | 10520 |
| Pristina | Pristina     | Keçekolla     | 10530 |
| Pristina | Podujeva     | Podujeva      | 11000 |
| Pristina | Podujeva     | Luzane        | 11050 |
| Pristina | Podujeva     | Orllan        | 11060 |
| Pristina | Podujeva     | Krpimej       | 11070 |
| Pristina | Fushë Kosova | Fushë Kosova  | 12000 |
| Pristina | Fushë Kosova | Fushë Kosova  | 12010 |
| Pristina | Fushë Kosova | Sllatina      | 12050 |
| Pristina | Drenas       | Drenas        | 13000 |
| Pristina | Drenas       | Komoran       | 13050 |
| Pristina | Lipjan       | Lipjan        | 14000 |
| Pristina | Lipjan       | Janjeva       | 14050 |
| Pristina | Lipjan       | Magura        | 14060 |
| Pristina | Obiliq       | Obiliq        | 15000 |
| Pristina | Obiliq       | Muzakaj       | 15050 |
| Quelle: Post- und Telekommunikationsgesellschaft Kosovos (PTK) Liste der Postleitzahlen. Archiviert vom Original am 30. Juni 2006 (albanisch). |              |               |       |